# Compañía de Ferrocarriles Secundarios de Castilla
La Compañía de Ferrocarriles Secundarios de Castilla, o comúnmente Secundarios de Castilla, era la empresa ferroviaria que gestionaba varias líneas de ferrocarril de vía estrecha que atravesaban Tierra de Campos y conectaban localidades de las provincias de León, Palencia, Valladolid y Zamora.

## Historia

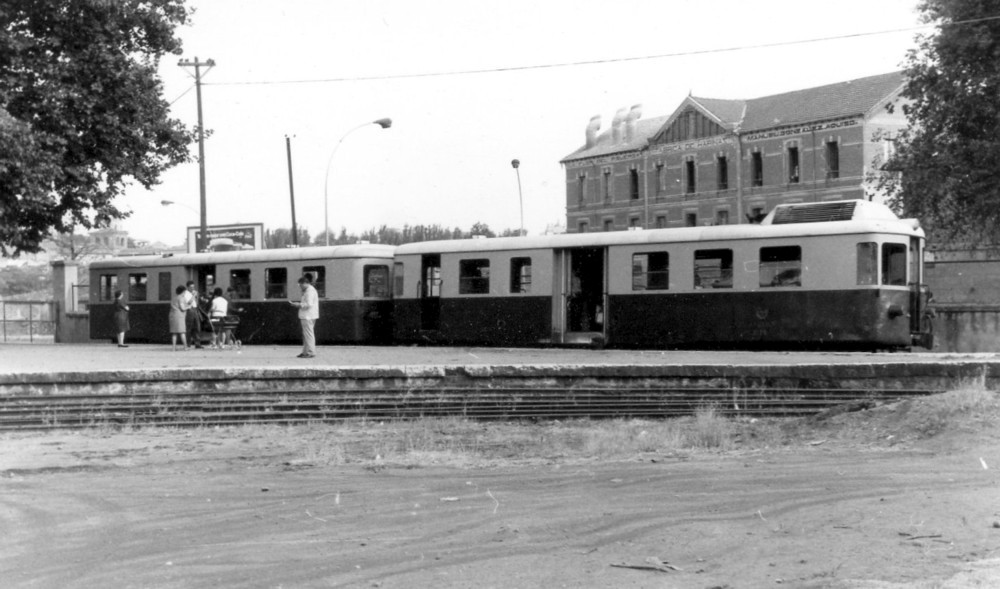
Automotor Billard en la estación de Valladolid de la Compañía de Ferrocarriles Secundarios de Castilla (FSC)

La primera inauguración oficial de estos ferrocarriles, que tuvo lugar en Valladolid por parte de la Compañía del Ferrocarril Económico de Valladolid a Medina de Rioseco, fue la del tramo Valladolid-San Bartolomé-Medina de Rioseco en septiembre de 1884, que más tarde se amplió hasta la estación de Campo de Béjar (cerca de la estación del Norte de Valladolid) en 1890 a través de las calles de esta ciudad. Este último tramo fue clausurado en 1952 por el peligro que suponía la circulación de trenes por las calles vallisoletanas.
El 1 de julio de 1912 comenzó a funcionar el tramo Villalón de Campos-Palencia. El rey Alfonso XIII acudió a la inauguración, y en 1917 entró en servicio Medina de Rioseco-Palanquinos.
En 1932 se creó Ferrocarriles Secundarios de Castilla, producto de la fusión de las dos compañías.
El optimismo de las gentes en aquella fecha histórica para Palencia, Valladolid, León y Zamora quedó reflejada en un periódico local palentino como sigue: «Así se demuestra lo que somos, así se pone de manifiesto la voluntad de una comarca que trabaja, y con este trabajo honrado, contribuye a que la patria se engrandezca. El acto de ayer, debe servirnos de aliento para el porvenir». A nadie se le ocurría pensar, por entonces, que este ferrocarril iba a ser cerrado cuatro décadas después.
El también llamado Ferrocarril de Castilla, junto a las líneas que se unieron a él, llegó a ser el de mayor longitud de entre los de vía estrecha de España. La trayectoria de este ferrocarril condujo a su ruina económica. El 16 de marzo de 1965, el Estado se hizo cargo de esta línea en virtud de una orden ministerial del mismo mes. Se produjo, por tanto, la integración de la red de los ferrocarriles de Castilla en FEVE (Ferrocarriles Españoles de Vía Estrecha), que quedó más bien en una maniobra política. En total, 226 kilómetros de vía, 35 estaciones y apeaderos, 400 agentes, varios apartaderos y silos, cuatro empalmes con Renfe y 13 máquinas de vapor, 200 vagones de mercancías (de ellos 30 en reparación), 15 coches de viajeros para trenes de vapor y tres composiciones de diésel. Material inventariado que no aparecía o estaba en condiciones deplorables.

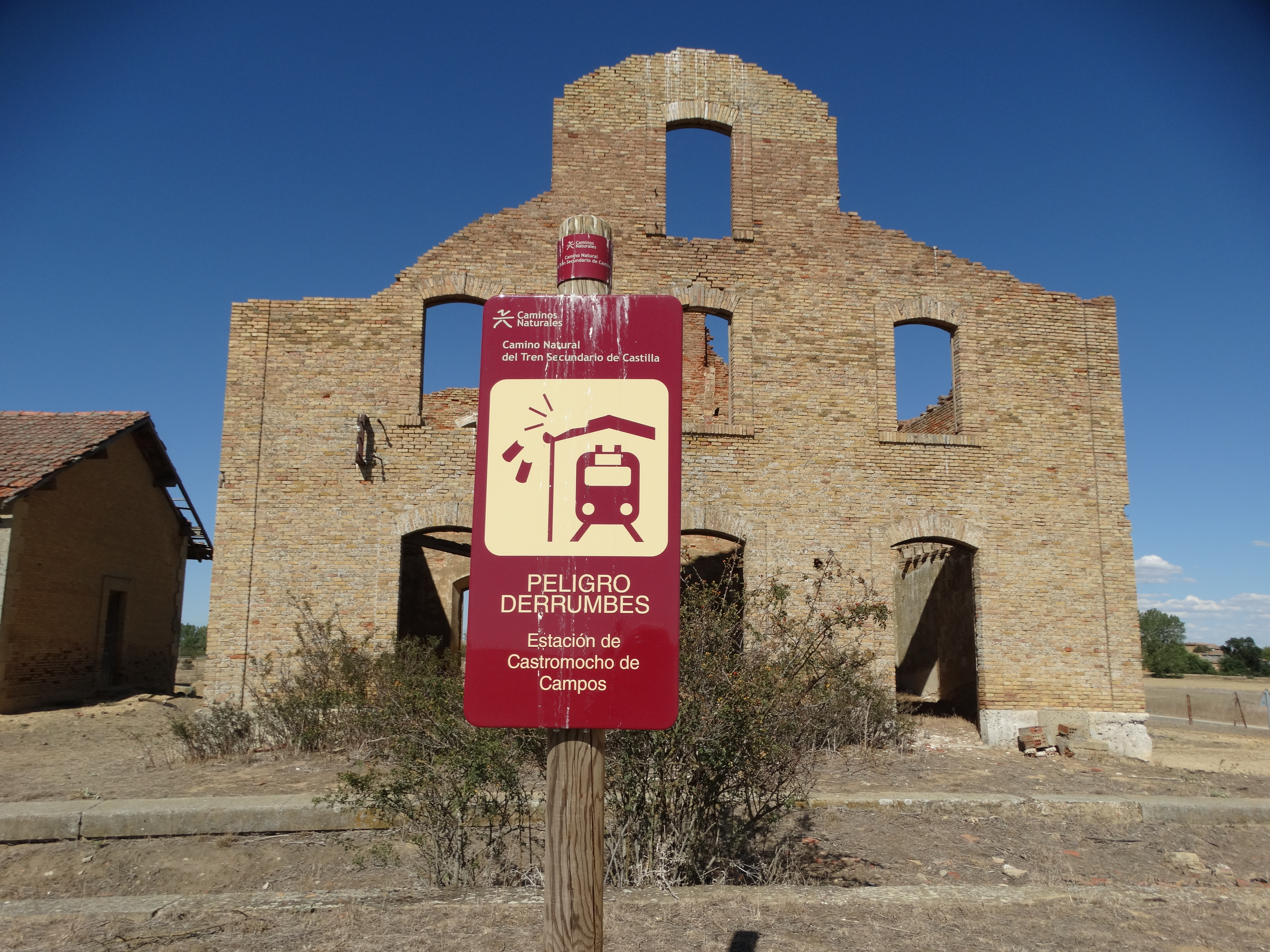
Estación de Castromocho de Campos, ahora en ruinas, en 2017

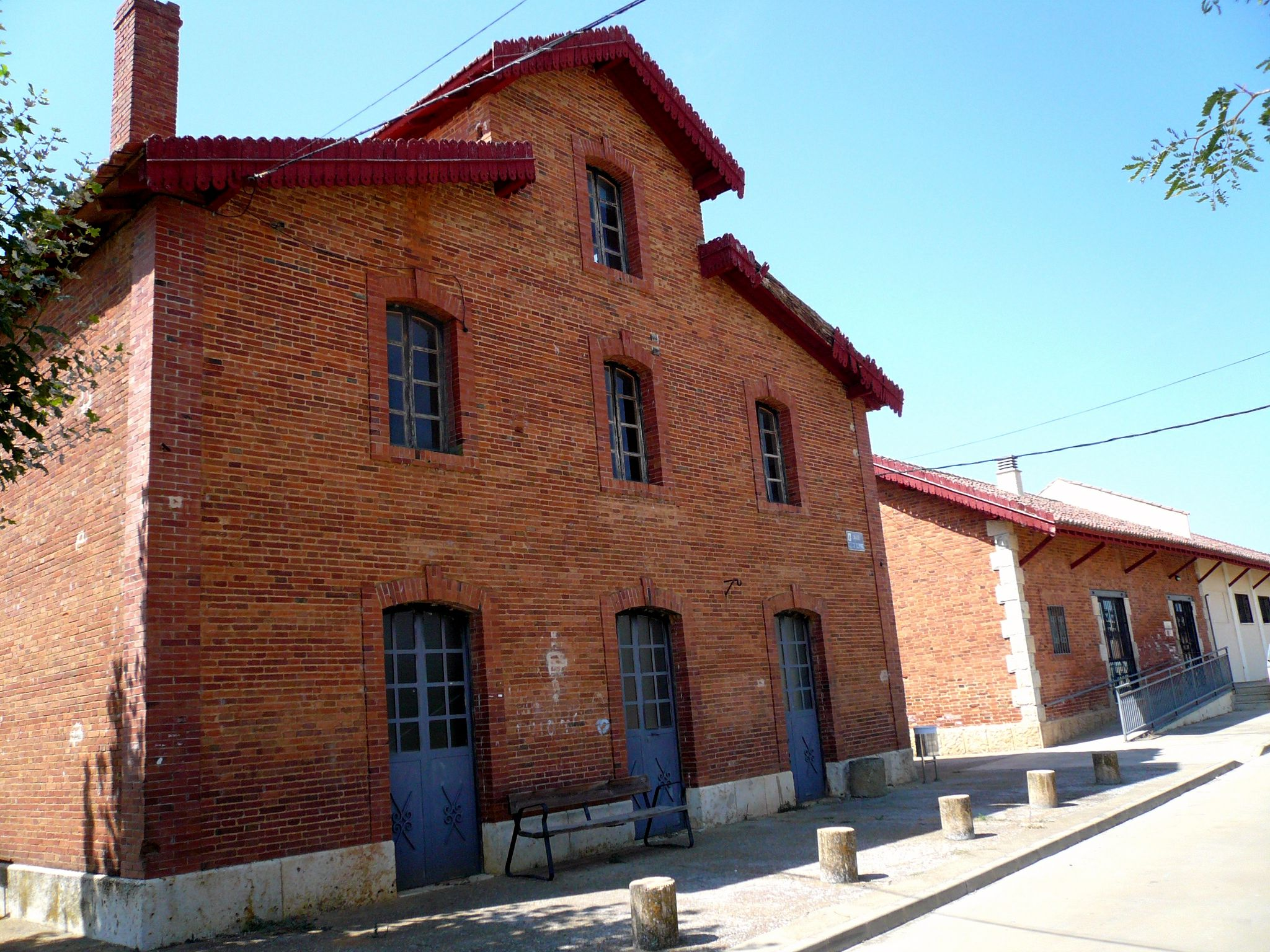
Estación de Valencia de Don Juan, hoy Centro Innovador de Acción Social

Se hablaba como solución a la crítica situación de este ferrocarril del empalme con el Ferrocarril de La Robla, a través de Palanquinos-León, de sólo 18 km. Mediante este trayecto se conseguiría conjuntar la comunicación y el transporte de grandes extensiones agrícolas, forestales, ganaderas, industriales y mineras a través de 564 km de recorrido.
Los números rojos aumentaban de volumen en los balances, hasta que el 11 de julio de 1969 se suspendía definitivamente el servicio de estos ferrocarriles.

## Líneas

Mapa de las líneas.

La red de la Compañía estaba integrada por las siguientes líneas:
- Valladolid-San Bartolomé a Medina de Rioseco (39,8 km).
- Valladolid-Campo de Béjar a Valladolid-San Bartolomé (2,6 km).
- Palencia a Villalón de Campos (45 km).
- Medina de Rioseco a Villada (45,6 km).
- Medina de Rioseco a Palanquinos (92,7 km).
- Medina de Rioseco a Medina de Rioseco-Castilla (4 km).